# Union démocratique des femmes de Corée
L'Union démocratique des femmes de Corée (UDFC) (anciennement Ligue démocratique des Femmes de Corée) est une organisation sociale de masse nord-coréenne, fondée le 18 novembre 1945. 
Selon le site officiel nord-coréen Naenara, l'UDFC « s'occupe de l'éducation idéologique destinée à imprégner les femmes des idées du Juche, à leur donner une formation révolutionnaire et sur le modèle de la classe ouvrière et ce pour accélérer la transformation révolutionnaire de toute la société sur le modèle de la classe ouvrière et accroître le rôle des femmes dans la révolution et le développement du pays ».

## Présidentes
- Années 1940-1965 : Pak Chong-ae
- 1965-1971 : ?
- 1971-1976 : Kim Sŏng-ae
- 1976-1993 : ?
- 1993-1998 : Kim Sŏng-ae
- Après 1998 : ?
- Actuellement : Pak Sun-hui (fille de Pak Chong-ae)